# 주한 독일 대사관
주한 독일 대사관(독일어: Deutsche Botschaft Seoul)은 독일 외무청이 대한민국 서울특별시에 설치된 대사관이다. 대사는 게오르크 빌프리드 슈미트이다.

## 역사
독일과 대한민국의 역사적인 외교 관계를 보면 1883년 조선과 독일 제국이 외교를 수립한 것이 시초이다. 그러나 1905년에 을사조약이 결정되자, 대한제국의 외교권이 자연적으로 박탈되면서 양국 사이의 외교 관계가 단절되었으나, 경성에 마련된 영사관은 그대로 유지되었지만, 얼마 못가 제1차 세계 대전이 발발됨에 따라 일본 제국이 독일 제국에 선전포고하여 철수시켰고, 1928년 바이마르 공화국이 경성에 영사관을 다시 설치하였던 것으로 보인다.
그러다가 일제의 패망, 한반도의 분단 등 숱한 역사를 거쳐 1955년 한국과 독일의 외교 관계가 복원되자마자 리하르트 헤르츠(Richard Hertz, 1898~1961)가 1958년 10월 10일 초대 대사로 부임하게 되자, 냉전 시절 얼마 되지 않는 분단 국가 특성상 동질감이 꽤 높았다.
이와는 정반대로 동독이 분단된 상태이자, 1990년 수교 협상을 진행하기로 결심하자 한국이 동독과의 상호 수교 합의를 맛볼려고 계획하였으나 서독이 중국과 수교하면서 일본, 중화인민공화국 등 다른 국가들이 상호 수교를 뒤늦게 합류하였던 것과 달리 1990년 당시 독일이 동서독 통일 과정상 동독이 소멸됨에 따라 동독과의 수교 관계에 따른 계획이 폐기되는 대신 서독을 주도하여 통일 독일 체제로 이룩되면서 오늘에 이른다.
독일이 대한민국과의 교역을 활발하게 이루자, 독립적인 대사관을 운영하고 있는 영국, 프랑스, 스위스 등과 달리 독립적인 대사관을 운영하지 않고 서울스퀘어에서 업무를 본다. 산하 영사관은 따로 두지 않는 대신 부산광역시 중구에 명예 영사관을 두고 있다.

## 기본 정보
- 위치 : 서울특별시 중구 한강대로 416 서울스퀘어 8층
- 관할구역 : 대한민국 전체
- 주요 조직 : 정치부, 경제부, 문화부, 공보부, 무관부, 행정부, 법사영사부
- 휴무일 : 매주 토, 일요일, 독일의 공휴일, 대한민국의 공휴일 각 일부 등
- 업무 시간 : 월·화·목요일 오전 9시 ~ 11시 30분, 수요일 오후 2시 ~ 4시 30분, 금요일 오전 8시 30분 ~ 11시

## 사증 관련
일반적으로 90일 이내에 체류하게 될 경우 사증을 제시할 필요 없이도 바로 입국 가능하다. 그러나 90일 이상 장기간 체류하게 되거나 유학 및 사업 등을 목적으로 갈 경우 사증은 반드시 제시하여야 한다.

## 같이 보기

### 일반 주제
- 대한민국-독일 관계
- 주독일 대한민국 대사관

### 서울스퀘어 관련
- 주한 독일 대사관
- 주한 에스토니아 대사관
- 주한 유럽 연합 대표부
- 주한 바레인 대사관

### 주변국에 설치한 독일 공관
- 주중국 독일 대사관(중국어판, 독일어판)
- 주일본 독일 대사관(독일어판)
- 주조 독일 대사관(독일어판)
- 주러시아 독일 대사관(독일어판, 러시아어판)
- 주미국 독일 대사관(독일어판, 영어판)